# Лаврас-Новас

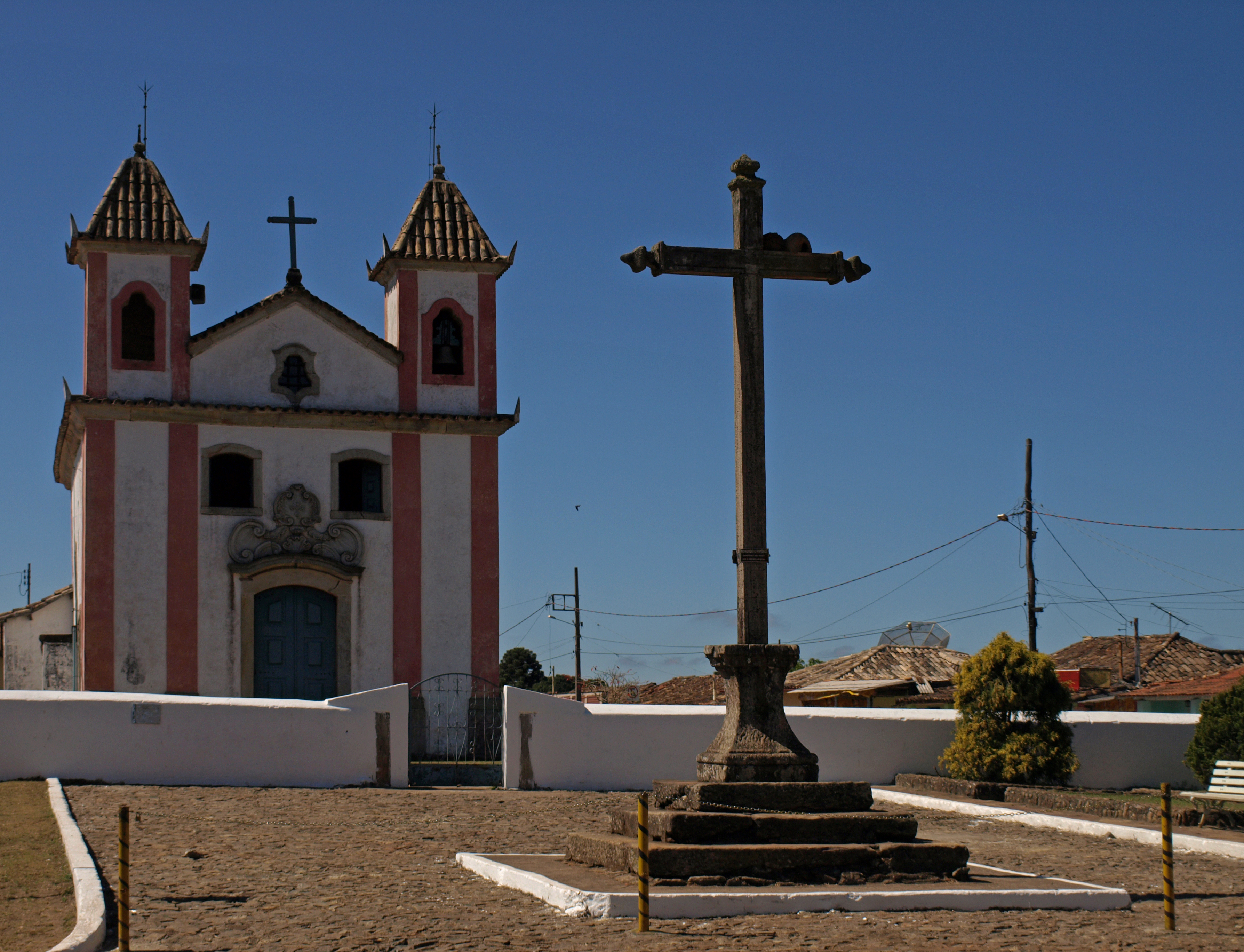
Церковь Носса-Синьора-дос-Празерис

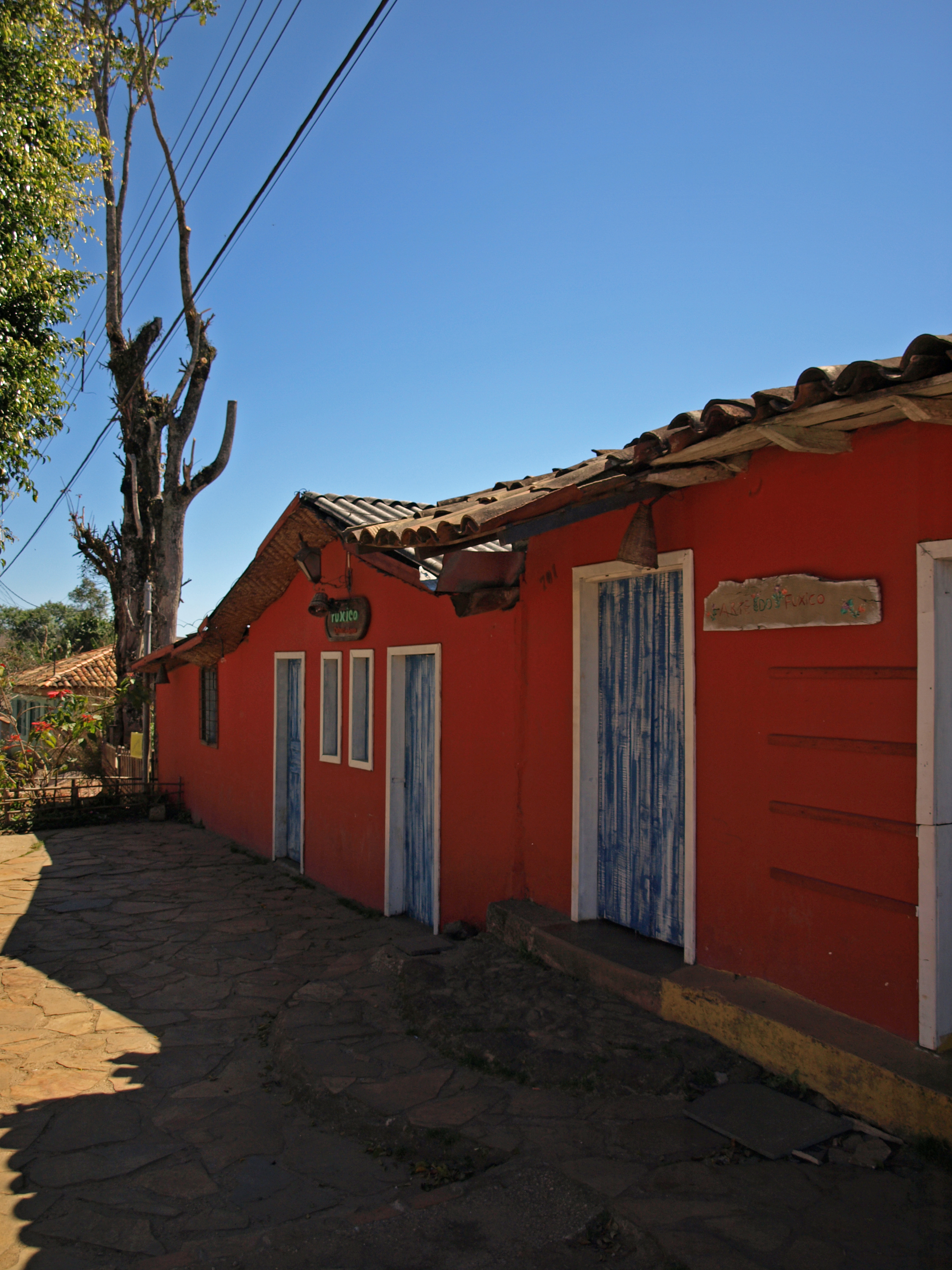

Лаврас-Новас (порт. Lavras Novas) — посёлок, формально входящий в состав муниципалитета Ору-Прету в штате Минас-Жерайс, Бразилия. Расположен в 19 км от Ору-Прету, в 7 км от дороги, соединяющей Ору-Прету и Ору-Бранку. Население около 500 человек.
Первое письменное упоминание о Лаврас-Новас относится к 1717 году, но возник он до этого. По одной версии, он появился в начале XVIII века, по другой — в XVII веке, одновременно с другими рудниками Минас-Жерайса, и в Лаврас-Новас на добыче золота работали чёрные рабы, которым не разрешали ночевать на приисках, а увозили на ночь на близлежащую ферму. В любом случае развитие Лаврас-Новас приходится на XVIII век, и в 1740 году там была построена церковь. Добыча руды продолжалась до 1780-х годов, после чего начался отток населения из Лаврас-Новас из-за относительной труднодоступности и нехватки рабочих мест. Оставшиеся в городе, вероятно, были освобождены от рабства. В XIX веке население Лаврас-Новас составляло около 500 человек и было практически изолировано от соседних городов. Большинство из них были родственниками, и земля не была разделена между жителями, считалось, что вся она принадлежит Богу. Должность главы города формально не существовала; его роль исполнял наиболее уважаемый член сообщества.
Город расположен на меловом плато, куда из долины поднимается грунтовая дорога. Из-за своего расположения обладает большим туристическим потенциалом. В посёлке расположена церковь Носса-Синьора-дос-Празерис (порт. Igreja Nossa Senhora dos Prazeres, 1740). На склонах плато вокруг Лаврас-Новас находятся несколько водопадов, крупнейший из которых — Кашейра-ду-Рапел (порт. Cachoeira do Rapel).